# Elvin Casildo
Elvin Oliva Casildo (Santa Rosa de Aguán, Honduras, 24 de octubre de 1997) es un futbolista hondureño. Juega como defensa central y su equipo actual es el Olimpia de la Liga Nacional de Honduras.

## Trayectoria

### Olimpia
El 10 de agosto de 2016 debutó con el cuadro merengue, bajo la dirección técnica de Héctor Vargas, en un partido contra Real España que ganaron por 1-0. Convirtió su primer gol durante un clásico ante Marathón, disputado el 6 de noviembre de 2016, y cuyo resultado fue una victoria de 3-0. 

## Selección nacional

### Selección olímpica
Jugó los Juegos Panamericanos Lima 2019, donde la selección perdió la final contra Argentina. 
Participaciones
| Competición                    | Sede | Resultado        | Partidos | Goles |
| ------------------------------ | ---- | ---------------- | -------- | ----- |
| Juegos Panamericanos Lima 2019 | Perú | Medalla de plata | 5        | 0     |

### Selección absoluta
El 29 de septiembre de 2020, el seleccionador Fabián Coito lo convocó para un encuentro amistoso contra Nicaragua en Comayagua.

## Estadísticas
| Club             | Temporada     | Liga  | Liga  | Copa Nacional | Copa Nacional | Copa Internacional | Copa Internacional | Total | Total |
| Club             | Temporada     | Part. | Goles | Part.         | Goles         | Part.              | Goles              | Part. | Goles |
| ---------------- | ------------- | ----- | ----- | ------------- | ------------- | ------------------ | ------------------ | ----- | ----- |
| Olimpia Honduras |               |       |       |               |               |                    |                    |       |       |
| 2016-17          | 14            | 1     | -     | -             | 0             | 0                  | 14                 | 1     |       |
| 2017-18          | 0             | 0     | -     | -             | 0             | 0                  | 0                  | 0     |       |
| 2018-19          | 2             | 0     | -     | -             | -             | -                  | 2                  | 0     |       |
| 2019-20          | 9             | 0     | -     | -             | 3             | 1                  | 12                 | 1     |       |
| 2020-21          | 10            | 2     | -     | -             | 2             | 1                  | 12                 | 3     |       |
| Total            | 35            | 3     | 0     | 0             | 5             | 2                  | 40                 | 5     |       |
| Total carrera    | Total carrera | 35    | 3     | 0             | 0             | 5                  | 2                  | 40    | 5     |

## Palmarés

### Títulos nacionales
| Título                    | Club    | País     | Año  |
| ------------------------- | ------- | -------- | ---- |
| Liga Nacional de Honduras | Olimpia | Honduras | 2019 |

### Títulos internacionales
| Título               | Club (*)        | Sede     | Año  |
| -------------------- | --------------- | -------- | ---- |
| Liga Concacaf        | Olimpia         | San José | 2017 |
| Juegos Panamericanos | Honduras sub-23 | Lima     | 2019 |

(*) Incluyendo la selección.